# Kevin Lavallée (Eishockeyspieler, 1981)
Kevin Lavallée (* 12. Dezember 1981 in Montréal, Québec) ist ein deutsch-kanadischer Eishockeyspieler, der zuletzt bis zum Ende der Saison 2023/24 beim ERSC Amberg in der Bayernliga unter Vertrag gestanden hat. Zuvor war der Verteidiger unter anderem für die Kassel Huskies, Augsburger Panther, den EHC München, die Kölner Haie, Hamburg Freezers, Iserlohn Roosters und Fischtown Pinguins Bremerhaven in der Deutschen Eishockey Liga (DEL) aktiv, wo er über 500 Partien absolvierte. Darüber hinaus absolvierte er über 400 weitere Spiele in der zweithöchsten deutschen Spielklasse.

## Karriere
Lavallée begann seine Karriere in der Saison 2000/01 bei Titan d’Acadie-Bathurst in der Ligue de hockey junior majeur du Québec (LHJMQ), wechselte aber noch in seinem ersten Jahr zum Ligakonkurrenten Rocket de Montréal. Bereits nach einem Jahr zog es Lavallée nach Deutschland, wo er in der Saison 2001/02 für den Augsburger EV in der viertklassigen Regionalliga Süd aufs Eis ging.
Zur Saison 2002/03 wechselte er zum ERSC Amberg in die drittklassige Oberliga, bevor er sich zu Beginn der Saison 2003/04 den Straubing Tigers in der 2. Bundesliga anschloss. Während seiner Zeit in Straubing wurde er per Förderlizenz auch neunmal bei den Kassel Huskies in der Deutschen Eishockey Liga (DEL) eingesetzt, zu denen er zur Saison 2005/06 fest wechseln sollte. Stattdessen entschied sich Lavallée zu einem Wechsel zurück nach Nordamerika in die ECHL, wo er zuerst bei den Florida Everblades und anschließend bei den Charlotte Checkers unter Vertrag stand. Noch in derselben Saison kehrte der Verteidiger nach Deutschland zurück und unterschrieb einen Vertrag bei den Augsburger Panthern. Während der Saison 2006/07 verließ Lavallée die Panther, um die Saison bei den Schwenninger Wild Wings in der 2. Bundesliga zu beenden.
Ab der Saison 2008/09 stand Lavallée für drei Jahre beim EHC München unter Vertrag. Mit München gewann er im Jahr 2010 die Meisterschaft in der 2. Bundesliga und stieg in die DEL auf. Nach einer weiteren Saison mit dem EHC unterzeichnete der Verteidiger im April 2011 einen Kontrakt mit Laufzeit bis zum Ende der Saison 2012/13 bei den Kölner Haien. Nach dem Ablauf des Vertrages in Köln zog der Deutsch-Kanadier zu den Hamburg Freezers weiter, wo er zunächst einen Probevertrag erhielt und letztlich die Spielzeit 2013/14 verbrachte, und anschließend zwei Jahre für die Iserlohn Roosters auflief.
Im April 2016 wurde Lavallée als Neuzugang bei den Fischtown Pinguins Bremerhaven vorgestellt und spielte bis 2019 für den Klub von der Nordseeküste. Im Juli 2019 wurde der Abwehrspieler von den Dresdner Eislöwen verpflichtet und stand dort bis zum Ende der Saison 2020/21 unter Vertrag. Anschließend wurde er von den Rostock Piranhas aus der Oberliga Nord unter Vertrag genommen. In der Saison 2022/23 spielte Lavallée bei den Selber Wölfen in der DEL2. Anschließend kehrte er für das Spieljahr 2023/24 nach 20 Jahren zum ERSC Amberg – seinem damals ersten Klub in Deutschland – in die viertklassige Bayernliga zurück.

### International
In den Jahren 2011 und 2012 vertrat Lavallée die deutsche Nationalmannschaft bei den jeweiligen Weltmeisterschaften und erzielte dabei ein Tor und fünf Vorlagen. Ebenso gehörte der Verteidiger zum Aufgebot beim Deutschland Cup 2011.

## Erfolge und Auszeichnungen
- 2010 Meister der 2. Bundesliga und Aufstieg in die DEL mit dem EHC München

## Karrierestatistik
Stand: Ende der Saison 2023/24

### International
Vertrat Deutschland bei:
- Weltmeisterschaft 2011
- Weltmeisterschaft 2012

(Legende zur Spielerstatistik: Sp oder GP = absolvierte Spiele; T oder G = erzielte Tore; V oder A = erzielte Assists; Pkt oder Pts = erzielte Scorerpunkte; SM oder PIM = erhaltene Strafminuten; +/− = Plus/Minus-Bilanz; PP = erzielte Überzahltore; SH = erzielte Unterzahltore; GW = erzielte Siegtore; 1 Play-downs/Relegation; Kursiv: Statistik nicht vollständig)